# Иодид европия(II)
Иоди́д евро́пия(II) — неорганическое соединение, 
соль европия и иодистоводородной кислоты с формулой EuI2,
светло-зелёные кристаллы,
растворяется в воде,
образует кристаллогидраты.

## Получение
- Восстановление иодида европия(III) металлическим европием в вакууме или инертной атмосфере:

{\displaystyle {\mathsf {2EuI_{3}+Eu\ {\xrightarrow {800-900^{o}C}}\ 3EuI_{2}}}}
- Реакция европия и дииодида ртути:

{\displaystyle {\mathsf {Eu+HgI_{2}\ {\xrightarrow {700-800^{o}C}}\ EuI_{2}+Hg}}}

## Физические свойства
Иодид европия(II) образует светло-зелёные кристаллы.
Образует кристаллогидраты состава EuI2•x H2O.
Ферромагнетик; температура Кюри 5 К.

## Химические свойства
- Медленно разлагается в водных растворах:

{\displaystyle {\mathsf {EuI_{2}+H_{2}O\ {\xrightarrow {}}\ EuOI+HI+H_{2}\uparrow }}}